# Mornaguia
Mornaguia (àrab: المرناقية, al-Murnāgiyya) és una ciutat de Tunísia a la governació de Manouba, situada uns 10 km al sud-oest de la ciutat de Manouba. La municipalitat té 13.382 habitants i és capçalera d'una delegació amb una població de 33.510 habitants al cens del 2004.

## Economia
L'activitat principal és l'agricultura, però el govern hi ha establert una zona industrial.

## Administració
És el centre de la delegació o mutamadiyya homònima, amb codi geogràfic 14 54 (ISO 3166-2:TN-12), dividida en vuit sectors o imades:
- Mornaguia (14 54 51)
- 20 Mars (14 54 52)
- Bouragba (14 54 53)
- El Fejja (14 54 54)
- Sidi Ali El Hattab (14 54 55)
- Hmaïem (14 54 56)
- El Bassatine (14 54 57)
- Mornaguia Nord (14 54 58)

Al mateix temps, forma una municipalitat o baladiyya (codi geogràfic 14 15), que s'estén per cinc dels vuit sectors o imades de la delegació o mutamadiyya homònima:
- Mornaguia (14 54 51)
- 20 Mars (14 54 52)
- Mornaguia Nord (14 54 58)

- Bouragba (14 54 53)
- Hmaïem (14 54 56)